# José Manuel Mollá Ayuso
José Manuel Mollá Ayuso (Madrid, 1946) és un militar espanyol, general de divisió de l'Exèrcit de Terra.

## Biografia
Ha estat destinat a la Casa de Sa Majestat el Rei i al II Terç de la Legió. Ha ocupat la prefectura de diverses unitats, sent coronel cap del Regiment d'Infanteria Mecanitzada Castella n.º16. Com a general, va ser cap de la Brigada d'Infanteria Mecanitzada Guzmán el Bueno, unitat amb què va participar en la missió de pau de Kosovo, l'últim comandant de la Divisió Mecanitzada Brunete n.º1 el 2006, substituint al general Fulgencio Coll Bucher, i general cap del Comandament de Forces Pesades. Ha estat també cap de la Segona Subinspecció General de l'Exèrcit (a càrrec de les bases militars del sud d'Espanya a Andalusia i la Regió de Múrcia), comandant militar de Burgos, Cantàbria i Còrdova, i membre del Consell Superior de l'Exèrcit de Terra. Està en possessió de cinc Creus al Mèrit Militar, així com diverses condecoracions de diferents països com la d'oficial de la Reial Ordre de l'Imperi Britànic.